# Хьетсо, Гейр
Гейр Хьетсо (англ. Geir Kjetsaa; 1937—2008) — известный норвежский славист, специалист по истории русской литературы, переводчик.

## Биография
Родился 2 июня 1937 года в Осло в семье Thorleif Kjetsaa (1907—1969) и его жены Marit Elen Hansen (1912—1982). Рос в бывшем муниципалитете Хорннес.
Окончил Университет Осло. Прошёл курс русского языка Det militære språkkurs i russisk. В 1963 году защитил кандидатскую, а в 1969 году — докторскую диссертацию (Доктор философии), посвящённую творчеству русского поэта-романтика, современника Пушкина — Евгения Баратынского (на основе диссертации была издана монография, переведённая на русский язык в 1973 году).
С 1971 Хьетсо — профессор истории литературы при Университете Осло. Занимался как исследованиями русской литературы, так и её переводами; его перу принадлежат биографии Достоевского, Гоголя, Горького, Толстого и Чехова. Член Норвежской академии наук и Норвежской академия языков и литературы. Удостоен ряда наград и премий.
Известен исследованиями авторства «Тихого Дона» с помощью машинной обработки текстов и статистических методов. Результаты его экспериментов показывают, что по ряду признаков «Тихий Дон» не противоречит авторству М. Шолохова. Методология его исследования оспаривается.
Умер 2 июня 2008 года в коммуне Эвье-ог-Хорннес.

## Основные труды
- Bibliografi over publiserte arbeider, 1997.
- Evgenij Baratynskij, 1969.
- Dostojevskij og Tolstoj, 1977.
- Lutring gjennom lidelse. Om Dostojevskijs «Brødrene Karamasov», 1980.
- The Authorship of «The Quiet Don», 1984. Пер. на р. яз.: Хьетсо, Г.; Густавссон, С.; Бекман, Б.; Гил, С. Кто написал «Тихий Дон» / Г. Хьетсо, С. Густавссон, Б. Бекман, С. Гил. — М.: Книга, 1989. — URL: http://feb-web.ru/feb/sholokh/default.asp?/feb/sholokh/critics/h89/h89.html
- Dostoevsky and His New Testament, 1984.
- Fjodor Dostojevskij. Et dikterliv, 1985.
- Nikolaj Gogol. Den gåtefulle dikteren, 1989.
- Maksim Gorkij. En dikterskjebne, 1994. Пер. на р. яз.: Максим Горький : Судьба писателя / Гейр Хьетсо. — М.: Специализир. изд.-торговое предприятие «Наследие», 1997. — 343 с.
- Lev Tolstoj. Den russiske jords store dikter, 2000.
- Anton Tsjekhov: liv og diktning, 2004.